# Scientific Committee on Problems of the Environment
Le Scientific Committee on Problems of the Environment (SCOPE), en français Comité scientifique sur les problèmes de l'environnement, est créé lors de la 10e réunion du comité exécutif du Conseil international pour la science (CIUS) en 1969. Les membres de SCOPE comprennent 38 académies scientifiques et conseils de recherche nationaux et 22 unions scientifiques internationales. Le président actuel est Jon Samseth (Norvège). Le secrétariat est situé aux Pays-Bas.
Le SCOPE existe principalement pour développer des revues scientifiques sur les questions environnementales clés, autour des thèmes de la gestion des ressources sociétales et naturelles, des processus écosystémiques et de la biodiversité, de la santé et de l'environnement.
En 2012, le SCOPE et Elsevier ont créé une revue universitaire trimestrielle à comité de lecture, Environmental Development.
En 2019, le SCOPE est devenu membre affilié du Conseil international des sciences.

## Nations Unies
Le SCOPE a développé au fil des années une étroite collaboration avec les organisations des Nations unies, en particulier l'UNESCO et le Programme des Nations unies pour l'environnement (PNUE). Il est un contributeur majeur aux annuaires du PNUE et publie une série de notes d'orientation avec l'UNESCO et le PNUE.